# La montaña trágica
La montaña trágica (The White Tower) es una película de montaña de 1950 protagonizada por Alida Valli como una mujer determinada a cumplir el sueño de su padre de conquistar la montaña que mató a su padre, y Glenn Ford como el alpinista enamorado de ella. Basada en la novela La Torre Blanca de James Ramsey Ullman, reúne un grupo de escalada inusual de seis personas  en los Alpes suizos para emprender el ascenso casi imposible de una montaña conocida como 'La Torre Blanca,' que nunca ha sido escalada. Mientras luchan juntos para superar los obstáculos, cada escalador muestra su auténtica valía, o carencia de ella.

## Elenco
- Glenn Ford como Martin Ordway.
- Alida Valli como Carla Alten.
- Claude Rains como Paul DeLambre.
- Oskar Homolka como Andreas.
- Cedric Hardwicke como Dr. Nicholas Radcliffe
- Lloyd Bridges como Hein.
- June Clayworth como Mme. Astrid DeLambre
- Lotte Stein como Frau Andreas.
- Fred Essler como Herr Knubel.
- Edit Angold como Frau Knubel.